# Dissidenten
Dissidenten es un grupo musical alemán, formado en la ciudad de Berlín en 1981 por Uve Müllrich, Marlon Klein y Friedo Josch.
Tras publicar varios singles, se trasladaron a India donde grabaron su primer álbum "Germanistan", tras realizar una gira asiática, invitados por el maharajá Bhalkrishna Bharti en su palacio de Madja Pradesh.
De allí se trasladaron a Marruecos donde el escritor Paul Bowles les puso en contacto con músicos locales y finalmente grabaron el álbum "Sahara Elektrik" (1984), en asociación con la famosa banda marroquí "Lemchaheb", que contenía el célebre tema 'Fata Morgana' con el que el llegaron a la cima de las listas independientes en todo el mundo. 
El disk-jockey John Peel introdujo al grupo en Inglaterra, expandiéndose posteriormente a Norteamérica, especialmente Canadá. "Sahara Elektrik" llega a lo más alto de las listas independientes canadienses. A ello le sigue una gira por Europa.
Después siguieron editando más discos en todo el mundo. En 1996 Dissidenten formaron su propia compañía discográfica, Exil Musik. En 2001, celebraron su 20 aniversario con el lanzamiento de "2001: A World Beat Odyssey", una recopilación con remezclas de algunas de sus canciones. Desde entonces han seguido con su viajes de aprendizaje musical y sus giras por todo el mundo. En 2007 vuelven a girar por el norte de África con el grupo marroquí Jil Jalala y de ahí sale el disco “Tanger Sessions” publicado en 2008.

## Discografía
- Germanistan (1982)
- Sahara Elektrik (1984)
- Life At The Pyramids (1986)
- Out Of This World (1988)
- Live In New York (1991)
- The Jungle Book (1993)
- Mixed Up Jungle (1996)
- Instinctive Traveller (1997)
- Live In Europe (1998)
- 2001: A Worldbeat Odyssey (2001)
- 2003: A New World Odyssey (2003)
- Tanger Sessions (2008)
- How Long Is Now? (2013)
- Memory Of The Waters (2015)
- "We Don't Shoot!" (2017)
- Live Series - Zürich/Fabrik (12/1984) (2022)
- Live Series - Berlin/Fabrik - 10/1984 (2022)
- Live Series - Amsterdam/Melkweg - 04/1984 (2022)
- Live Series - Rome 05/1985 (2023)
- Live Series – Festival San Pedro de Alcantara 1982 (2023)
- Live Series - Göttingen 06/1987 (2024)
- Live Series - Bari 05/1987 (2024)
- Live Series - Barcelona 'Fiesta de la Mercè' 09/1986 (2025)